# Vladimir Tišura
Vladimir Ivanovič Tišura, ukrajinski gasilec * 15. december 1959 Siverskaja, Sovjetska zveza † 10. maj 1986 Moskva, Sovjetska zveza. 
Tišura je bil višji gasilec šeste neodvisne militarizirane gasilske enote za zaščito mesta Pripjat. Leta 1986 je sodeloval pri gašenju požara v jedrski elektrarni Černobil.

## Biografija
Tišura se je rodil v Siverskiji, 15. decembra 1959, v takratni Sovjetski zvezi. Leta 1974 je končal ladjedelniško šolo in od julija 1977 do maja 1980 služil v sovjetski vojski kot vodja čete. Po upokojitvi od junija 1980 do junija 1981 je bil mehanik v oddelku za proizvodnjo v Černobilu. V smeri te ekipe je decembra 1982 postal gasilec, nato pa višji gasilec v SPVCH-6. Bil je navdušen nad motošportom, saj je bil je prvovrstni športnik, zelo se je zanimal za motocikle.
Tišura je bil višji gasilec v 6. neodvisni militarizirani gasilski enoti direktorata za notranje zadeve Kijevskega izvršnega odbora (varnost v mestu Pripjat). Sodeloval je pri gašenju požara v reaktorju 4 v jedrski elektrarni Černobil 26. aprila 1986 in bil pri tem izpostavljen veliki dozi sevanja. Najprej je bil hospitaliziran v bolnišnici v Pripjatu, nato pa odpeljan v posebno bolnišnico v Moskvo, kjer je 10. maja 1986 podlegel akutni sevalni bolezni in umrl v starosti 26 let. Pokopan je bil na pokopališču Mitinskoe v Moskvi.
Tišura je bil posmrtno odlikovan z redom rdeče zastave.